# 楚伊楚 (亞利桑那州)
楚伊楚（英語：Chuichu）是位於美國亞利桑那州皮納爾縣的一個人口普查指定地區。根據2010年美國人口普查，該地人口為339人，而該地的面積約為17.79平方千米。

## 地理
楚伊楚的座標為32°44′41″N 111°47′52″W / 32.74472°N 111.79778°W，而該地最高點為海拔高度445米（即1460英尺）。